# Amedeo Mangone
Amedeo Mangone, né le 12 juillet 1968 à Milan, est un footballeur italien évoluant au poste de défenseur puis reconverti entraîneur.
Issu du centre de formation de l'AC Milan, Amedeo Mangone connait une carrière de joueur professionnel de 1987 à 2005. Il joue exclusivement dans son pays natal et il effectue neuf saisons en première division. Son apogée sportif est atteint en 2000-2001 où il glane avec l'AS Rome son unique titre de champion d'Italie.

## Biographie
Dans les minutes qui suivent la fin de la demi-finale retour Bologne - Marseille en Coupe UEFA 1998-1999, Amedeo Mangone participe à la bagarre entre joueurs et il sanctionné par l'UEFA d'une suspension de cinq matches européens. 

## Palmarès
| Compétitions internationales             | Compétitions nationales                      |
| - Coupe Intertoto (1) - Vainqueur : 1998 | - Championnat d'Italie (1) - Champion : 2001 |